# Satoru Yoneoka
Satoru Yoneoka (宇田秀生, Uda Hideki) née le 6 septembre 1985 dans la district d'Aikō au Japon est un triathlète handisport japonais, médaillé de bronze paralympique de paratriathlon PTVI 2020.

## Palmarès
Le tableau présente les résultats les plus significatifs (podium) obtenus sur le circuit international de paratriathlon depuis 2019.
| Année | Compétition                      | Pays         | Position           | Temps          |
| ----- | -------------------------------- | ------------ | ------------------ | -------------- |
| 2023  | Championnat d'Asie PTVI          | Ouzbékistan  | Médaille d'or      | 58 min 42 s    |
| 2021  | Jeux paralympiques de Tokyo PTVI | Japon        | Médaille de bronze | 1 h 2 min 20 s |
| 2022  | Championnat d'Asie PTVI          | Japon        | Médaille d'or      | 1 h 5 min 41 s |
| 2019  | Championnat d'Asie PTVI          | Corée du Sud | Médaille d'or      | 1 h 7 min 21 s |